# United Kingdom Hydrographic Office
Het United Kingdom Hydrographic Office is de organisatie van de overheid van het Verenigd Koninkrijk die verantwoordelijk is voor het verschaffen van informatie rond navigatie en hydrografie.
Het UKHO is gevestigd in Taunton, Somerset, Verenigd Koninkrijk. De huidige directeur is John Humphrey. Er werken ongeveer een 1.000 werknemers.
Het doel van het UKHO is het beschermen van levens op zee. Enkele van hun prioriteiten zijn: de wereldwijde leider in moderne en progressieve hydrografische dienst blijven, de veiligheid van levens op zee verbeteren/bevorderen voor alle zeevarenden, en erkend worden als een proactief belangrijke partij in de internationale hydrografische gemeenschap.

## Publicaties
Jaarlijks geeft de UKHO enkele publicaties uit. Deze publicaties zijn vaak in een papieren of een digitale versie beschikbaar.
Naast de nautische kaarten geeft de UKHO ook volgende publicaties uit:
- Admiralty Sailing Directions of Admiraliteits Zeilaanwijzingen:
  - Ontworpen voor alle klassen van zeevarenden, op alle schepen. Deze bestaan uit 75 volumes die een wereldwijde dekking geven. Ze  zijn een aanvulling op de nautische kaarten.
- Admiralty Tide Tables of Admiraliteits Getijden Tabellen:
  - In deze publicatie zijn de hoogtes en tijden van de getijden voor 230 standaard havens en voor 6000 secundaire havens te vinden. De tabellen geven informatie voor de meeste oceanen voor een heel jaar.
- Admiralty List of Radio Signals of Admiraliteits Lijst van Radio Signalen:
  - Deze lijst geeft informatie over alle onderdelen van maritieme radiocommunicatie. De lijst bestaat in totaal uit 6 volumes, sommige volumes zijn nog eens onderverdeeld.
- Admiralty List of Lights and Fog Signals of Admiraliteits Lijst van Lichten en Mist Signalen:
  - Het internationale nummer, de hoogte t.o.v. het gemiddelde hoogwater bij springtij of MHWS, exacte locatie, etc. wordt gegeven voor alle vuurtorens, lichtschepen, verlichte boeien groter dan 8 m en mistsignalen. De lijst bestaat uit 13 volumes die een wereldwijde dekking geven.
- Admiralty Mariner's Handbook of Admiraliteits Handboek voor Zeevarenden:
  - Dit is een handboek dat de belangrijkste onderdelen van de maritieme navigatie behandelt zoals het gebruik van nautische kaarten, maritieme communicatie, etc.

## Maritieme veiligheidsinformatie
In 2013 werden er meer dan 1800 waarschuwingen voor navigatie en 5400 berichten aan zeevarenden uitgegeven.
Het UKHO is verantwoordelijk voor het uitgeven van onder andere berichten aan zeevarenden, radiowaarschuwingen voor navigatie, beveiliging gerelateerde informatie aan zeevarenden.